# Hiển Lâm các
Hiển Lâm các (顯臨閣) là một công trình kiến trúc nằm trong quần thể di tích cố đô Huế, trong khu vực các miếu thờ, được xây dựng vào năm 1821 và hoàn thành vào năm 1822 thời vua Minh Mạng, cùng lúc với Thế Miếu. Hiển Lâm các nằm trong khu vực miếu thờ trong hoàng thành Huế, cao 17 m và là công trình kiến trúc cao nhất trong Hoàng Thành. Đây được xem là đài kỷ niệm ghi nhớ công tích của các vua nhà Nguyễn và các quan đại thần có công lớn của triều đại.

## Kiến trúc

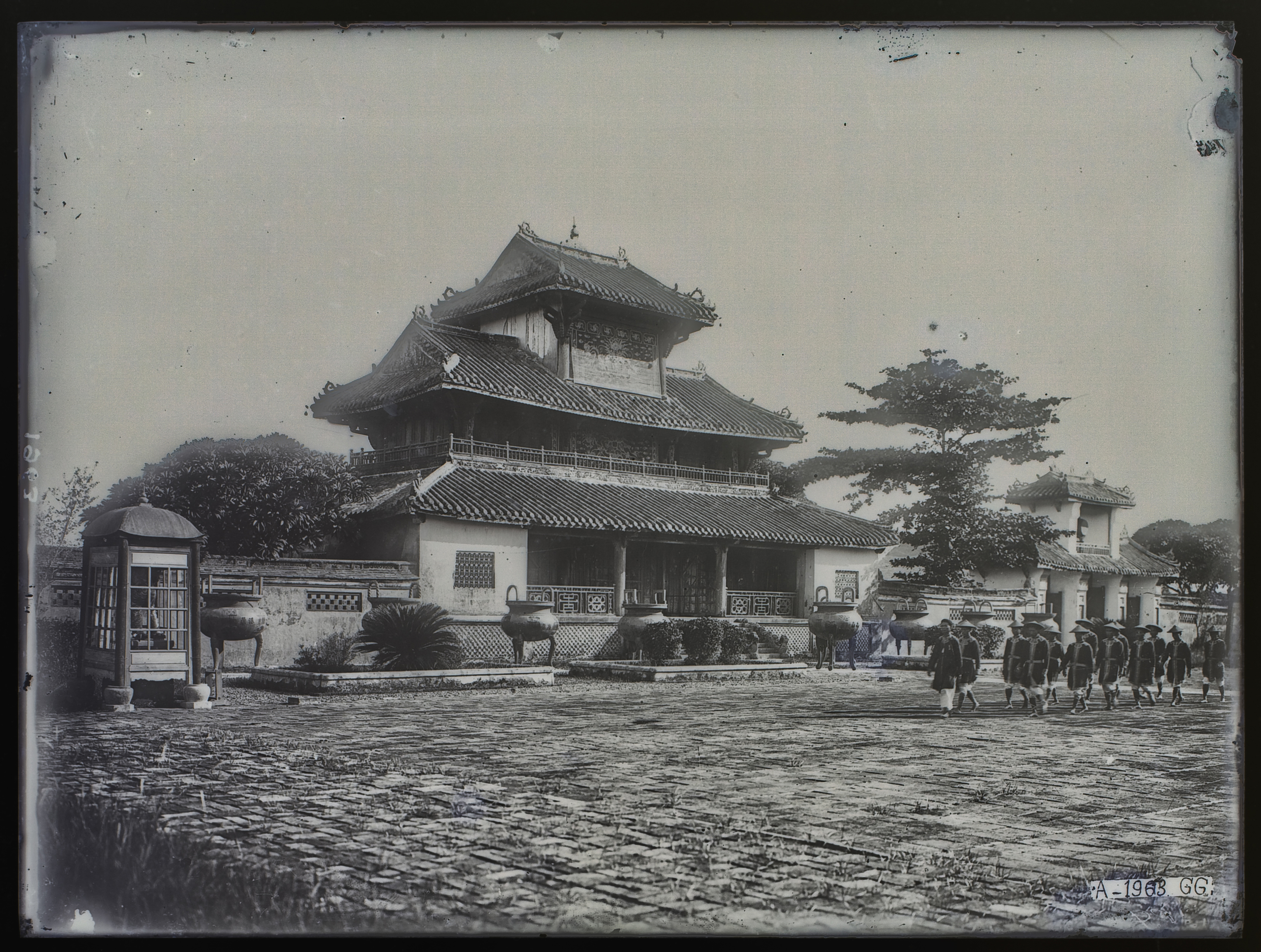
Hiển Lâm các và Cửu Đỉnh vào những năm 1920

Hiển Lâm các được kiến trúc bằng gỗ cao tầng, xây dựng trên khối nền cao hình chữ nhật, lát gạch Bát Tràng, xây bó bằng gạch vồ, vôi vữa và đắp nổi mảnh sành để trang trí. Từ dưới bước lên mặt nền bằng hai hệ thống bậc cấp đá Thanh, ở trước và sau mỗi hệ thống có 9 cấp bậc. Hai bên thành bậc cấp đắp hình rồng ở giữa là giới hạn lối đi dành riêng cho vua.
Kiến trúc của Hiển Lâm các được chia làm 3 phần rõ rệt chia làm 3 phần mái chính. Tầng 1 có tất cả năm gian, kiến trúc của tầng 1 được xem là sắc sảo với những bản điêu khắc đạt đến trình độ điêu khắc tinh xảo. Tại các cột, kèo của tầng 1, các bản điêu khắc có in hình rồng, hoa, lá có giá trị rất cao về mặt kiến trúc. Ở hàng cột 3 tính từ mặt trước, dựng một dãy đố bản, giữa mỗi gian trổ một cửa vòm. Các hệ thống kèo, liên ba, đố bản ở tầng này đều chạm nổi các mô típ hình rồng cách điệu hoá thành dây leo lá cuốn. Trên cửa giữa treo tấm hoành phi lớn đề ba chữ Hiển Lâm các trên nền sơn màu lục, khung chạm chín con rồng vờn mây sơn son thếp vàng.
Chiếc cầu thang nhỏ bằng gỗ được bắc lên tầng 2 được xem là một tác phẩm giá trị nhất của Hiển Lâm các. Tầng 2 được chia làm 3 gian và tầng 3 chỉ có 1 gian. Trên cùng của tầng 3 có đựng một bình rượu màu vàng.
Kết cấu của kiến trúc Hiển Lâm các khá vững chãi một phần nhờ vào sức chống đỡ của 24 cột. Độc đáo của Hiển Lâm các nhất chính là công trình này được làm hoàn toàn bằng gỗ và có tất cả 12 mái, 4 cột chính chạy suốt chiếu cao của Hiển Lâm các 13m. Diện tích mặt bằng Hiển Lâm các là 300 m².

## Tình trạng
Hiển Lâm các là công trình đẹp và độc đáo của khu vực Hoàng Thành. Nó là công trình được bảo quản tốt và được trùng tu nhiều lần, lần mới nhất vào năm 2001 (được xem là lần trùng tu hoàn chỉnh nhất). Cụm từ Hiển Lâm các, Thế miếu và Cửu Đỉnh là 3 cụm từ mà mọi người luôn nhắc liền nhau để cho thấy sự liên kết về mặt kiến trúc cũng như về công dụng, chức năng của các công trình này và là một tổng thể không thể tách rời, chính sự phối hợp với bố cục xung quanh cùng cảnh quan khiến cho giá trị của Hiển Lâm các rất quan trọng. Các đời vua Nguyễn, tất cả các công trình xây dựng đều phải thấp hơn Hiển Lâm các.

## Hình ảnh

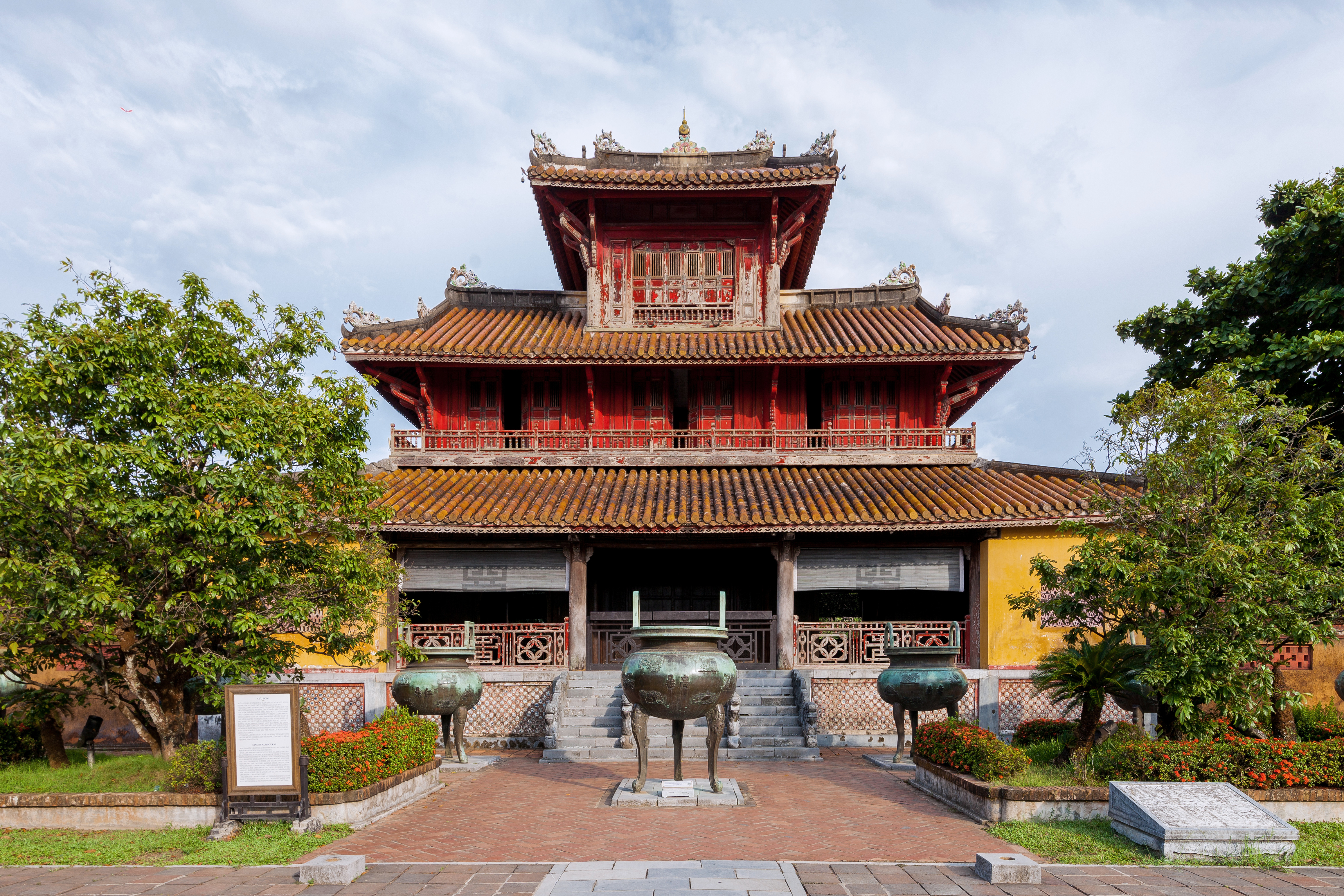
Hiển Lâm các nhìn từ phía trước
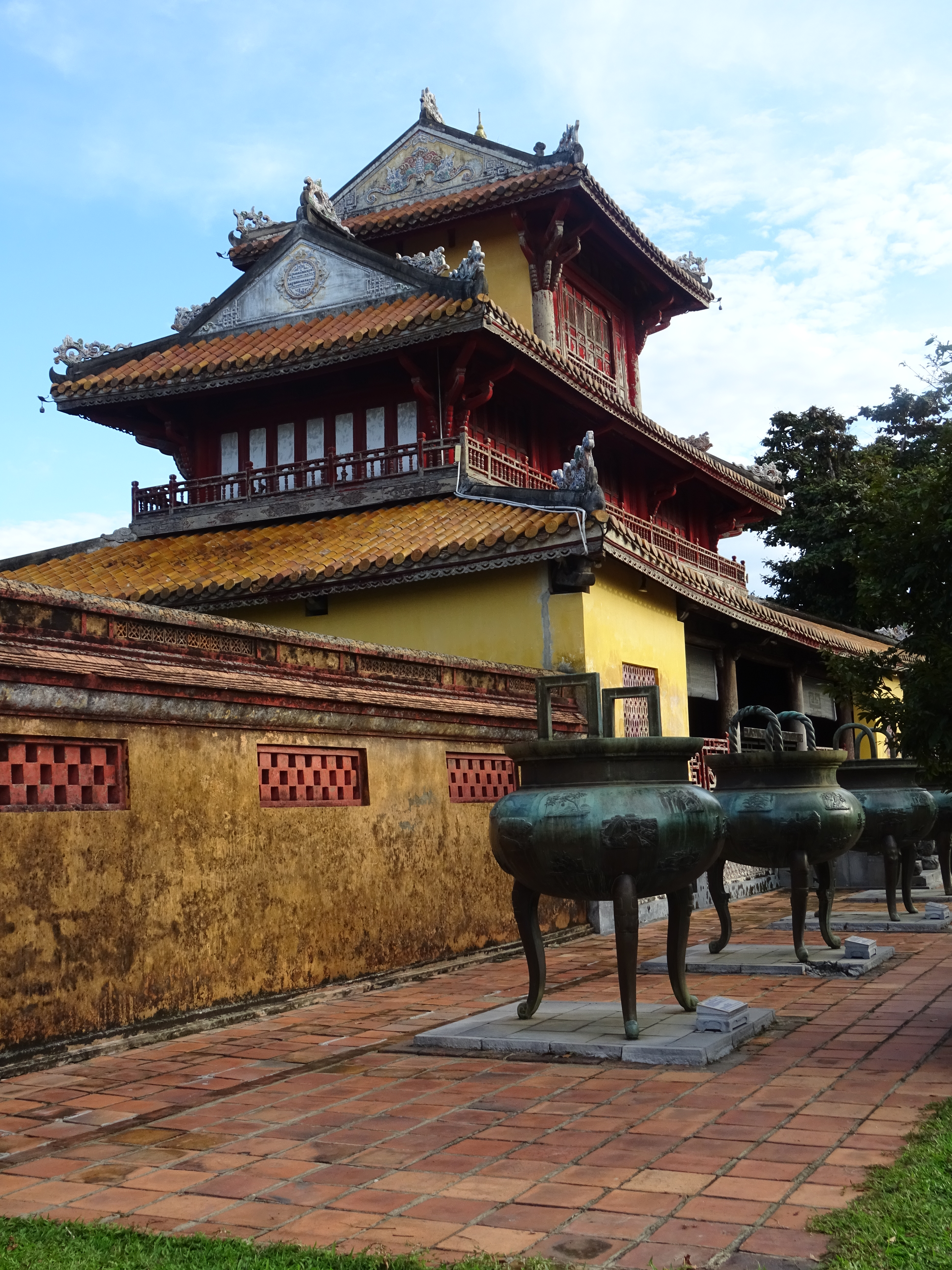
Hiển Lâm các và Cửu Đỉnh
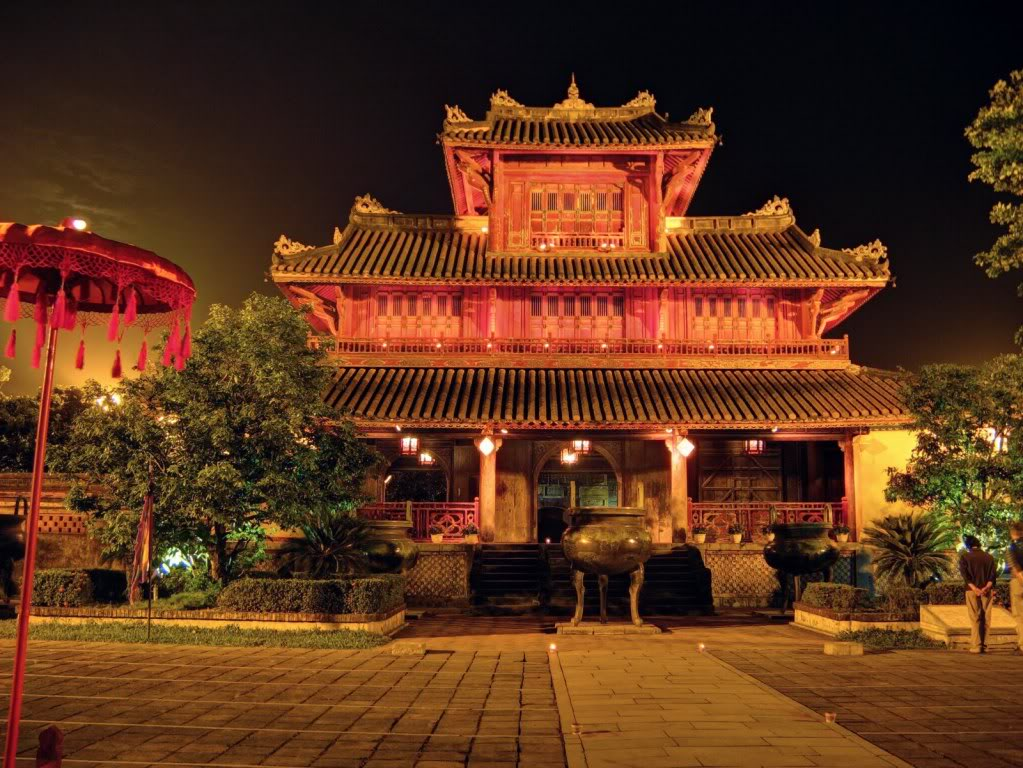
Hiển Lâm các về đêm